# HCG 87
HCG 87 är en kompakt galaxhop på omkring 400 miljoner ljusårs avstånd i stjärnbilden Stenbocken.

## Medlemmar
| Namn    | Typ        | [RA (J2000)   | Dek (J2000)  | Rödförskjutning (km/s) | Skenbar magnitud |
| ------- | ---------- | ------------- | ------------ | ---------------------- | ---------------- |
| HCG 87a | S0 pec     | 20t 48m 15.0s | -19° 50′ 58″ | 8443 ± 14              | 15.3             |
| HCG 87b | SA(r)0 pec | 20t 48m 10.9s | -19° 51′ 23″ | 8740 ± 20              | 15.4             |
| HCG 87c | Sb         | 20t 48m 12.0s | -19° 49′ 56″ | 8914 ± 7               | 16.1             |
| HCG 87d | Sd         | 20t 48m 12.8s | -19° 50′ 46″ | 10200 ± 160            | 17.8             |